# Premio Nacional de Cine de Venezuela
El Premio Nacional de Cine de Venezuela es un galardón entregado en Venezuela, desde 1990, a aquellos que han tenido una amplia trayectoria en el cine venezolano.
Este premio forma parte de los Premios Nacionales de Cultura de Venezuela máximo reconocimiento otorgado en Venezuela a diversas personalidades y creadores artísticos que contribuyan a la creación, cultivo, rescate, mantenimiento en relación con la cultura venezolana. A partir del 2006 su entrega quedó a cargo del Ministerio del Poder Popular para la Cultura, a través de la Fundación Casa del Artista.

## Ganadores
Los ganadores del premio han sido:
| Año  | Artista                    | Oficio                                   | Imagen |
| ---- | -------------------------- | ---------------------------------------- | ------ |
| 1990 | Román Chalbaud             | Director, guionista, productor           |        |
| 1991 | Edmundo Aray               | Director, guionista                      |        |
| 1992 | Asdrúbal Meléndez          | Actor                                    |        |
| 1993 | Alfredo J. Anzola          | Director, guionista, productor           |        |
| 1994 | Jesús Enrique Guédez       | Director                                 |        |
| 1995 | Margot Benacerraf          | Directora, guionista, promotora cultural |        |
| 1996 | Mauricio Walerstein        | Director, guionista, productor           |        |
| 1997 | Orlando Urdaneta           | Actor                                    |        |
| 1998 | César Enríquez             | Director, guionista, productor           |        |
| 1999 | Luis Armando Roche         | Director, guionista, productor           |        |
| 2000 | Alfredo Roffé              | Crítico cinematográfico                  |        |
| 2002 | Jacobo Penzo               | Director, guionista, productor           |        |
| 2004 | Carlos Azpúrua             | Director                                 |        |
| 2006 | Alfredo Lugo               | Director, guionista                      |        |
| 2008 | Jesús Rafael Nieves        | Cámara                                   |        |
| 2012 | José Alirio Rojas          | Técnico                                  |        |
| 2015 | José Castillo "Castillito" | Director, guionista, animador            |        |
| 2017 | Andrés Agustí              | Director, director de fotografía         |        |
| 2018 | María Teresa Galán         | Productora                               |        |
| 2020 | Liliane Blaser             | Directora                                |        |
| 2022 | Luis Alberto Lamata        | Director, guionista                      |        |
| 2024 | Jorge Jacko                | Posproducción                            |        |